# 莫羅 (紐約州)
莫羅（英語：Moreau）是一個位於美國紐約州薩拉托加縣的鎮。

## 人口
根據2020年美國人口普查的數據，莫羅的面積為112.87平方千米，當中陸地面積為108.61平方千米，而水域面積為4.26平方千米。當地共有人口16202人，而人口密度為每平方千米144人。